# Lars Nordmark
Lars Oskar Nordmark, född 8 november 1938 i Överkalix församling i Norrbottens län, död 16 februari 2024 i Växjö domkyrkodistrikt i Kronobergs län, var en svensk militär.

## Biografi
Nordmark avlade officersexamen vid Krigsskolan 1962 och utnämndes samma år till fänrik vid Skånska trängregementet, varefter han befordrades till major 1973. År 1978 utnämndes han till överstelöjtnant vid Göta trängregemente, varpå han var chef för Trängavdelningen i Arméstaben 1978–1981 och tjänstgjorde vid Försvarsdepartementet 1981–1983. År 1983 befordrades han till överste, varefter han var befälhavare för Kalix försvarsområde 1983–1986. Han befordrades till överste av första graden 1986, var chef för Operationsledning 3 i Försvarsstaben 1986–1989 och arbetade med frivilligsamordning i Personalledningen i Försvarsstaben 1989–1993. Nordmark var chef för Arméns underhållscentrum 1993–1997 och pensionerades från Försvarsmakten 1998.
Lars Nordmark invaldes som ledamot av Kungliga Krigsvetenskapsakademien 1980.